# 泰特盖姆
泰特盖姆（法語：Téteghem，發音：[tetɡɛm]）是法国上法兰西大区北部省的一个旧市镇，属于敦刻尔克区。2016年1月1日，泰特盖姆与市镇库德凯尔克村合并为新市镇泰特盖姆-库德凯尔克村，并成为了泰特盖姆-库德凯尔克村的委派市镇与政府驻地。

## 地理
泰特盖姆（51°1'7"N, 2°26'38"E）面积18.41 平方千米，位于法国上法蘭西大區北部省，该省份为法国最北部的省份及最长的省份，西北濒北海，西接加来海峡省，南至埃纳省和索姆省，东与比利时接壤。
与泰特盖姆接壤的市镇（或旧市镇、城区）包括：敦刻尔克、库德凯尔克村、瓦米勒。
泰特盖姆的时区为UTC+01:00、UTC+02:00（夏令时）。

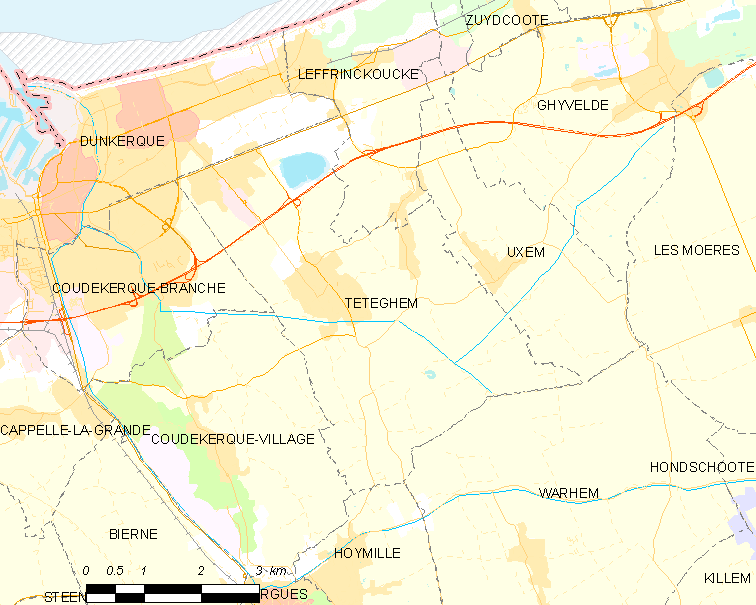
泰特盖姆的OSM定位图

## 行政
泰特盖姆的邮政编码为59229、59380，INSEE市镇编码为59588。

## 政治
泰特盖姆所属的省级选区为库德凯尔克布朗什县。

## 人口

1962-2008年间泰特盖姆人口变化图示

泰特盖姆于2018年1月1日时的人口数量为6926人。